# Raul Rekow

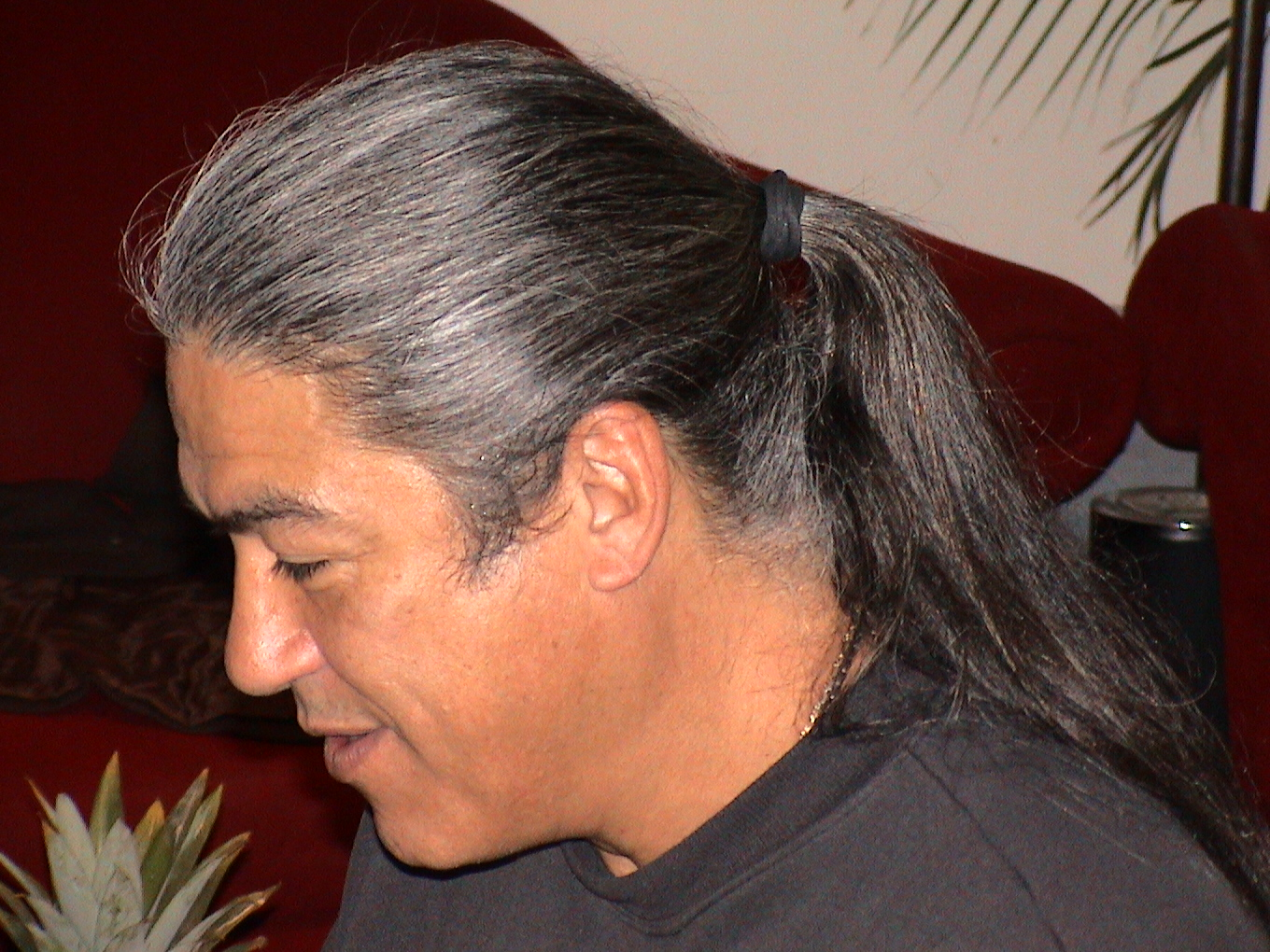
Raul Rekow 2010 in Hamburg

Raul Matthew Rekow (* 10. Juni 1954 in San Francisco, Kalifornien; † 1. November 2015, nach manchen Quellen 2. November 2015, ebenda) war ein US-amerikanischer Rockmusiker. Von 1976 bis 2013 spielte er Congas, Bongos und andere Percussion bei Santana. Der Name Rekow geht auf einen deutschen Großvater aus Coburg zurück.

## Leben
Raul Rekow begann zunächst mit Trompete und Waldhorn, wollte aber lieber Schlagzeug spielen. Doch dann sah er 1967 die Santana Blues Band im Cow Palace (San Francisco). Diese Show und der Santana-Sound inspirierten ihn, auf Congas umzusteigen. Fortan war es sein Traum, bei Santana zu landen.
Im Alter von 15 Jahren coverte er mit einer Band namens Soul Sacrifice Santana-Songs. Dann spielte er bei Malo, der Band von Carlos’ Bruder Jorge Santana, und von 1972 bis 1976 bei Sapo, einer anderen Band der Chicano-Szene.
1976 wurde er für die Aufnahmen des Albums Festivál als Ersatz für den erkrankten Armando Peraza zu Santana eingeladen. Von einer zweijährigen Unterbrechung (1988/89) abgesehen blieb er bis Sommer 2013 ein fester Bestandteil der Band. Armando Peraza, schon lange vor Santana einer der besten Percussionisten des Latin Jazz, wurde bei Santana bis in die späten neunziger Jahre zum Lehrer und Mentor von Rekow.
Zwischendurch arbeitete Rekow aber auch immer wieder mit anderen Musikern wie John Lee Hooker, Aretha Franklin, Patti LaBelle, Whitney Houston, Tremaine Hawkins und Herbie Hancock. An dem Projekt R.O.A.R. war er 1985 mit Armando Peraza und weiteren Santana-Kollegen beteiligt. Und er war 1999 bei dem Mega-Erfolgsalbum Supernatural dabei, für das er gemeinsam mit den anderen Santana-Musikern elf Grammy Awards erhielt.
Raul Rekow war einer der weltweit renommiertesten Congaspieler und gab gemeinsam mit dem Instrumente-Hersteller Latin Percussion eine Signature-Conga- und Bongo-Edition heraus, die er selbst mitentwickelt hatte.

## Diskographie

### Mit Sapo
- Sapo (1974)

### MitSantana
- Festivál (1977)
- Moonflower (Doppel-CD, 1977)
- Inner Secrets (1978)
- Marathon (1979)
- Zebop! (1981)
- Shangó (1982)
- Beyond Appearances (1985)
- Freedom (1987)
- Viva Santana! (Doppel-CD, Kompilation und neue Songs, 1988)
- Spirits Dancing in the Flesh (1990)
- Milagro (1992)
- Sacred Fire (1993)
- Dance of the Rainbow Serpent (Dreifach-CD, Kompilation und neue Songs, 1995)
- Supernatural (1999)
- Shaman (2002)
- Ceremony (2003)
- Down Under (DVD, etwa 2004)
- All That I Am (2005)
- Live by Request (DVD, 2005)
- Hymns for Peace. Live at Montreux 2004 (Doppel-DVD, 2007)
- Guitar Heaven (2010)
- Shape Shifter (2012)

### MitCarlos Santana
- Oneness (1979)
- Havana Moon (1983)
- Blues for Salvador (1987)

### MitR.O.A.R.
- R.O.A.R. (LP, 1985)

### MitJohn Lee Hooker
- Mr. Lucky (1991)
- Chill Out (1995)

### Raul Rekow und Karl Perazzo
- From Afro-Cuban To Rock (Percussion Lehr-VHS-Video, 1995)
- Supernatural Rhythm & Grooves (Percussion Lehr-DVD + CD, 2002)
- From Afro-Cuban To Rock (Percussion Lehr-DVD, Neuauflage 2003)